# عبد الفتاح مورو
عبد الفتاح مورو (1 يونيو 1948 في تونس العاصمة) هو محام وسياسي في التيار الإسلامي التونسي وأحد القادة التاريخيين لحركة النهضة. نائب عن الحركة ونائب أول لرئيس مجلس نواب الشعب منذ 4 ديسمبر 2014، ثم رئيسا للمجلس بالنيابة منذ 25 يوليو 2019 حتى نوفمبر 2019. مرشح حركة النهضة للإنتخابات الرئاسية التونسية 2019 إثر وفاة الرئيس الباجي قائد السبسي.

## العمل
درس في المدرسة الصادقية. ثم ذهب إلى كلية الحقوق في جامعة تونس، وتخرج في عام 1970، وتحصل على شهادة في القانون وأخرى في العلوم الإسلامية. عمل قاضياً حتى عام 1977، ثم أصبح محامياً.

## النشاط السياسي
بدأ نشاطاته الإسلامية في 1960، في المدارس الثانوية والمساجد. وفي عام 1968، التقى راشد الغنوشي في تونس العاصمة في أحد المساجد وبدأ يتفق معه في تأسيس حركة إسلامية في تونس. في عام 1973، وبعد محاولة تنظيم اجتماع لمئة شخص في سوسة، اعتقلت الشرطةُ عبدَ الفتاح مورو وراشد الغنوشي .

بعد هذا الحادث، تقرر إنشاء منظمة سرية (منظمة الجماعة الإسلامية)، التي تنقسم على هياكل إقليمية ووطنية، وهي تنشط بشكل رئيسي في المساجد والجامعات وتنشر صحيفة، توزع مجانا في بعض أكشاك بيع الصحف ومحلات بيع الكتب بالقرب من المنظمة. 

إنتقل إلى السعودية بعد المضايقات التي وجهها له الرئيس التونسي الحبيب بورقيبة ، وقضى فيها سنوات، حتى استدعاه الرئيس التونسي زين العابدين بن علي بعدما اعتلى السلطة في تونس .
مورو هو واحد من أكثر الدعاة المعروفين في تونس وهو من الجماعة الإسلامية. في عام 1981، أصبحت حركة التيار الإسلامي (حركة النهضة) معروفة جدا وكان عبد الفتاح مورو من أبرز قياديها. ومع ذلك، سرعان ما استهدفت الحركة بالقمع. اعتقل مورو، وقضى سنتين في السجن. بعد الهجوم على مركز شرطة باب سويقة في عام 1991، ثم اعتقل مرة ثانية. وفي سنة 1992 شنَّ عليه نظام زين العابدين بن علي حملة تشويه شخصية.

بعد هذا الاعتقال الجديد لمورو أعلن تعليق عضويته في حركة النهضة. أوقف بعد ذلك كل نشاطه السياسي في تونس، لكنه واصل ممارسة مهنته كمحام.

في 30 يناير 2011، بعد أيام من الثورة التونسية وسقوط النظام، عاد راشد الغنوشي من المنفى، قال مورو أنه سوف يشارك مرة أخرى في النشاط السياسي. شارك مورو في انتخابات المجلس الوطني التأسيسي بقائمة مستقلة وذلك مع مجموعة من المستقلين تحت اسم طريق السلامة لكنه لم يفز. بعد الانتخابات رشح لمنصب مستشار في حكومة حمادي الجبالي لكن لم يعين. عاد إلى حركة النهضة بعد مؤتمرها في سنة 2012 وانتخب عضواً في مجلس شورى الحركة ونائبا لرئيسها راشد الغنوشي.

## مجلس نواب الشعب
في الانتخابات التشريعية 2014، تحصلت حركة النهضة على المركز الثاني ب69 مقعد بعد نداء تونس (86 مقعد)، وفاز عبد الفتاح مورو بمقعد عن الحركة في الدائرة الانتخابية تونس 2، وبعد افتتاح المجلس تم انتخاب محمد الناصر عن نداء تونس رئيسا للمجلس وعبد الفتاح مورو نائبا أولا له وفوزية بن فضة الشعار عن الاتحاد الوطني الحر نائبًا ثانيًا لرئيس المجلس.

## التعرض للاعتداءات
قام شخص متعصب بضرب عبد الفتاح مورو بكأس بلور في أثناء ندوة رمضانية حول التسامح في الإسلام بالقيروان في 5 أغسطس 2012 خلال نفيه ما نسب للمفكر التونسي يوسف الصديق من أنه سب السيدة عائشة، وشارك فيها آنذاك يوسف الصديق ورضا بلحاج الناطق الرسمي باسم حزب التحرير في تونس إلى جانب مورو. واعتدى عليه مجموعة من الشباب المحسوبين على التيار السلفي بالعنف اللفظي والجسدي في 23 يناير 2013 أمام جامع المكي بجمّال بولاية المنستير .

## الحياة الخاصة
هو أب لأربعة أبناء وبنت، وهم: أمان الله وضياء الدين وعبد الملك ومحمد مرتضى وكلهم محامين، وبالنسبة لإبنته فتخصصت في الاقتصاد.

منذ سن 18، اعتاد عبد الفتاح مورو لبس اللباس التقليدي التونسي وهي الجبة والشاشية وهي صناعة يدوية كاملة ولكنه يرتدي بدلة أنيقة في يوم واحد في السنة وهو يوم اللباس التقليدي لأنه رأى أن اللباس التقليدي قد أصبح مهمشا فرأى أنه لا داعي للاحتفال بهذا اليوم.

## أعماله

### إذاعة
- علم القرآن، إذاعة الزيتونة للقرآن الكريم، رمضان 2021

## وصلات خارجية
- عبد الفتاح مورو في شاهد على العصر، الجزء 1، 29 مارس 2015
- الموقع الرسمي لحزب حركة النهضة.